# Fernhill
Fernhill är en by i Rhondda Cynon Taf i Wales. Byn är belägen 27,3 km 
från Cardiff. Orten har 1 448 invånare (2016).